# Mc Chouffe
Mc Chouffe is een Belgisch bier, gebrouwen door de Brouwerij van Achouffe (die in 2006 werd overgenomen door Brouwerij Duvel Moortgat).

## Beschrijving
Mc Chouffe is een bruin bier van hoge gisting (type scotch), zowel in de fles als in het vat hergist. Mc Chouffe heeft een alcoholpercentage van 8% en werd gelanceerd in 1987. Op het etiket staat een kromgebogen kabouter met hop en gerst op zijn rug.

## Prijzen
- In 2011 werd Mc Chouffe door Test-Aankoop na een test van 210 speciaalbieren uitgeroepen als behorende tot de 18 beste bieren (bieren waarover de 30 proevers unaniem lovend waren).[2]